# Resolutie 461 Veiligheidsraad Verenigde Naties
Resolutie 461 van de Veiligheidsraad van de Verenigde Naties werd aangenomen op 31 december 1979, als laatste VN-Veiligheidsraadsresolutie van dat jaar. Elf leden van de Raad stemden voor de resolutie. De overige vier leden, Bangladesh, Tsjechoslowakije, Koeweit en de Sovjet-Unie, onthielden zich.

## Achtergrond
In november 1979 werden tientallen Amerikaanse diplomaten en burgers gegijzeld in de Amerikaanse ambassade in Teheran. Onderhandelingen tussen Iran en de Verenigde Staten draaiden op niets uit. Pas in januari 1981, na de Akkoorden van Algiers, zouden de gijzelaars worden vrijgelaten.

## Inhoud
De Veiligheidsraad:
- Herinnert aan resolutie 457.
- Herinnert aan de oproep van zijn voorzitter.
- Is erg bezorgd over de spanningen tussen Iran en de Verenigde Staten door de gijzeling van Amerikaanse staatsburgers in Iran.
- Neemt nota van de brieven van de Iraanse minister van Buitenlandse Zaken over de grieven van Iran.
- Herinnert ook aan de brief van de secretaris-generaal die van mening is dat de crisis de wereldvrede ernstig bedreigt.
- Houdt rekening met het bevel van het Internationaal Gerechtshof dat Iran oproept te zorgen voor de onmiddellijke vrijlating van alle gijzelaars.
- Houdt verder rekening met het rapport van de secretaris-generaal over de ontwikkelingen in de situatie.
- Denkt eraan dat landen hun geschillen vreedzaam moeten oplossen.
- Denkt eraan dat landen geen bedreigingen of geweld mogen gebruiken tegen de territoriale integriteit of de onafhankelijkheid van een ander land.

1. Herbevestigt resolutie 457.
2. Betreurt de voortzetting van de gijzeling.
3. Roept Iran nogmaals dringend op de Amerikaanse gijzelaars onmiddellijk vrij te laten, te beschermen en toe te laten het land te verlaten.
4. Herhaalt het verzoek aan de secretaris-generaal om de Raad bij te staan in het realiseren van de in deze resolutie vervatte doelstellingen en bemerkt diens bereidheid om persoonlijk naar Iran te gaan.
5. Vraagt de secretaris-generaal voorafgaand aan de volgende vergadering van de Veiligheidsraad te rapporteren.
6. Besluit om op 7 januari 1980 de situatie te bekijken en maatregelen te overwegen.

## Verwante resoluties
- Resolutie 457 Veiligheidsraad Verenigde Naties

Lijst ·  444 ·  445 ·  446 ·  447 ·  448 ·  449 ·  450 ·  451 ·  452 ·  453 ·  454 ·  455 ·  456 ·  457 ·  458 ·  459 ·  460 ·  461